# Izernore
Izernore település Franciaországban, Ain megyében. Lakosainak száma 2262 fő (2022. január 1.). Izernore Béard-Géovreissiat, Géovreisset, Groissiat, Martignat, Matafelon-Granges, Montréal-la-Cluse, Nurieux-Volognat, Samognat és Sonthonnax-la-Montagne községekkel határos.

## Népesség
A település népességének változása:
| Lakosok száma | 520  | 975  | 1170 | 2140 | 2312 | 2275 | 2247 | 2277 | 2272 | 2262 |
|               | 1968 | 1982 | 1990 | 2006 | 2013 | 2015 | 2017 | 2019 | 2020 | 2022 |